# 1574 en littérature
| Années de la littérature : 1571 - 1572 - 1573 - 1574 - 1575 - 1576 - 1577    |
| Décennies de la littérature : 1540 - 1550 - 1560 - 1570 - 1580 - 1590 - 1600 |

Cet article présente les faits marquants de l'année 1574 en littérature.

## Événements
- 1574-1576 : le poète et philosophe indien Tulsîdâs rédige les Ramcharitmanas, un poème épique hindou inspiré du Ramayana[1].

## Parutions
- Droit des Magistrats sur les sujets, pamphlet de Théodore de Bèze est publié chez Jean Mareschal à Heidelberg, après sa censure par le Conseil de Genève le 10 août 1573[2]. Il y justifie l’insurrection légitime et réaffirme l’existence d’un contrat entre le peuple et le souverain pouvant être dénoncé par le premier en cas de despotisme[3].

- Morning and Evening Praiers, ouvrage d'Elizabeth Tyrwhitt[4].
- Cornélie, tragédie de Robert Garnier, publiée à Paris par Robert Estienne[5].
- Parutions des Œuvres poétiques , de Mellin de Saint-Gelais, chez Antoine de Harsy à Lyon[6].
- Etrenes de poezie frasoeze an vers mezurés (« Étrennes de poésie française »), de Jean-Antoine de Baïf, publié à Paris chez Denys du Val[7].

## Décès
- 9 janvier : Giovanni Battista Giraldi, écrivain, poète et dramaturge italien (né en 1504).
- 17 juin : Louis Des Masures, poète français, né vers 1515.

- Vers 1574 : Matthäus Schwarz, comptable allemand au service de la famille des banquiers et marchands Fugger, auteur du Livre des costumes, considéré comme le premier livre de mode du monde, né le 19 février 1497.